# Конус Сніппакер Крік
Конус Сніппакер-Крік — шлаковий конус групи конусів річки Іскут-Унук на північному заході Британської Колумбії (Канада). Конус розташований біля західного схилу гори Сіндер. Останнього разу вулкан виверження вулкану відбувалося в епоху голоцену.